# VELFARRE J-POP NIGHT presents DANCE with YOU
『VELFARRE J-POP NIGHT presents DANCE with YOU』（ヴェルファーレ・ジェーポップ・ナイト・プレゼンツ・ダンス・ウィズ・ユー）は、avex traxのコンピレーション・シリーズ『velfarre』の派生作品、及びライジングプロダクション所属のアーティストたちによる阿久悠トリビュート・アルバムである。1997年7月24日発売。

## 概要
- 阿久悠の作詞家生活30周年を記念して、彼が手掛けた1970年代の楽曲をライジングプロダクション所属アーティストたちがテクノ、ユーロビートなどのアレンジでカバーした企画アルバム。
- 初回限定盤は本作の発売記念イベント入場チケットが封入されており、1997年8月7日にヴェルファーレで行われたイベントに参加できた。出演者はFOLDER、D&D、SPEED（シークレット・ゲスト）、ZERO、D-LOOP、MAX。
- 1997年8月10日放送のフジテレビ系『ミュージックフェア』では阿久悠と共にMAX、SPEED、知念里奈、ZERO、D-LOOPが出演し、収録楽曲を披露した。
- 本作発売が明らかになった当初、SPEEDはボーカルの今井絵理子と島袋寛子のみ参加と報じられた。
- 参加アーティストは所属事務所が同じであるが、所属レコード会社は全員がエイベックスではない（本作発売当時のSPEEDはトイズファクトリー、ZEROはBMGビクター、知念はソニーレコードに所属）。
- FOLDERは本作の発売時点ではデビュー・シングル「パラシューター」の発売前であり、本作収録の「個人授業」がプレデビュー曲となっている（デビュー時にはFolderに改名）。

## 収録曲
括弧内はオリジナル歌手と発表年
- 全曲作詞：阿久悠

1. 勝手にしやがれ / ZERO （沢田研二 / 1977年）
作曲：大野克夫 / 編曲：TWO-B-FREE
2. S・O・S / MAX （ピンク・レディー / 1976年）
作曲：都倉俊一 / 編曲：TWO-B-FREE
3. ウォンテッド (指名手配) / SPEED （ピンク・レディー / 1977年）
作曲：都倉俊一 / 編曲：TWO-B-FREE
4. カルメン'77 / SPEED （ピンク・レディー / 1977年）
作曲：都倉俊一 / 編曲：TWO-B-FREE
5. 個人授業 / FOLDER （フィンガー5 / 1973年）
作曲：都倉俊一 / 編曲：TWO-B-FREE
6. UFO / MAX （ピンク・レディー / 1977年）
作曲：都倉俊一 / 編曲：TWO-B-FREE
7. たそがれマイ・ラブ / 知念里奈 （大橋純子 / 1978年）
作曲：筒美京平 / 編曲：TWO-B-FREE
8. サウスポー / SPEED （ピンク・レディー / 1978年）
作曲：都倉俊一 / 編曲：IWAMI MASAAKI
9. 白い蝶のサンバ / D-LOOP （森山加代子 / 1970年）
作曲：井上かつお / 編曲：IWAMI MASAAKI
10. どうにもとまらない / MAX （山本リンダ / 1972年）
作曲：都倉俊一 / 編曲：丸本修
11. 狂わせたいの / MAX （山本リンダ / 1972年）
作曲：都倉俊一 / 編曲：IWAMI MASAAKI
12. わたしの青い鳥 / D&D （桜田淳子 / 1973年）
作曲：中村泰士 / 編曲：DAVE RODGERS
13. ロマンス / D-LOOP （岩崎宏美 / 1975年）
作曲：筒美京平 / 編曲：DAVE RODGERS
14. シンデレラ・ハネムーン / D&D （岩崎宏美 / 1978年）
作曲：筒美京平 / 編曲：DAVE RODGERS
15. 青春時代 / MAX （森田公一とトップギャラン / 1976年）
作曲：森田公一 / 編曲：DAVE RODGERS